# Kanoistika na Letních olympijských hrách 1988
Závody v kanoistice na Letních olympijských her 1988 v Soulu.

## Medailisté

### Muži
| Kategorie | Zlato                                                                          | Stříbro                                                                                    | Bronz |
| --------- | ------------------------------------------------------------------------------ | ------------------------------------------------------------------------------------------ | --- |
| C1 500 m  | Olaf Heukrodt · Německá demokratická republika (GDR)                           | Michał Śliwiński · Sovětský svaz (URS)                                                     | Martin Marinov · Bulharsko (BUL)                                                                         |
| C1 1000 m | Ivans Klementjevs · Sovětský svaz (URS)                                        | Jörg Schmidt · Německá demokratická republika (GDR)                                        | Nikolaj Buchalov · Bulharsko (BUL)                                                                       |
| C2 500 m  | Sovětský svaz (URS) · Viktor Renějskij · Nikolaj Žuravskij                     | Polsko (POL) · Marek Dopierała · Marek Łbik                                                | Francie (FRA) · Philippe Renaud · Joël Bettin                                                            |
| C2 1000 m | Sovětský svaz (URS) · Viktor Renějskij · Nikolaj Žuravskij                     | Německá demokratická republika (GDR) · Olaf Heukrodt · Ingo Spelly                         | Polsko (POL) · Marek Dopierała · Marek Łbik                                                              |
| K1 500 m  | Zsolt Gyulay · Maďarsko (HUN)                                                  | Andreas Stähle · Německá demokratická republika (GDR)                                      | Paul MacDonald · Nový Zéland (NZL)                                                                       |
| K1 1000 m | Greg Barton · Spojené státy americké (USA)                                     | Grant Davies · Austrálie (AUS)                                                             | André Wohllebe · Německá demokratická republika (GDR)                                                    |
| K2 500 m  | Nový Zéland (NZL) · Ian Ferguson · Paul MacDonald                              | Sovětský svaz (URS) · Igor Nagaev · Viktor Denisov                                         | Maďarsko (HUN) · Attila Ábrahám · Ferenc Csipes                                                          |
| K2 1000 m | Spojené státy americké (USA) · Greg Barton · Norman Bellingham                 | Nový Zéland (NZL) · Ian Ferguson · Paul MacDonald                                          | Austrálie (AUS) · Peter Foster · Kelvin Graham                                                           |
| K4 1000 m | Maďarsko (HUN) · Zsolt Gyulay · Ferenc Csipes · Sándor Hódosi · Attila Ábrahám | Sovětský svaz (URS) · Alexandr Motuzenko · Sergej Kirsanov · Igor Nagajev · Viktor Děnisov | Německá demokratická republika (GDR) · Kay Bluhm · André Wohllebe · Andreas Stähle · Hans-Jörg Bliesener |

### Ženy
| Kategorie | Zlato | Stříbro                                                                 | Bronz                                                                                  |
| --------- | --- | ----------------------------------------------------------------------- | -------------------------------------------------------------------------------------- |
| K1 500 m  | Vanja Gesheva · Bulharsko (BUL)                                                                            | Birgit Schmidtová · Německá demokratická republika (GDR)                | Izabela Dylewská · Polsko (POL)                                                        |
| K2 500 m  | Německá demokratická republika (GDR) · Birgit Schmidtová · Anke Nothnagel                                  | Bulharsko (BUL) · Vanja Gesheva · Diana Paliiska                        | Nizozemsko (NED) · Annemiek Derckx · Annemarie Cox                                     |
| K4 500 m  | Německá demokratická republika (GDR) · Birgit Schmidtová · Anke Nothnagel · Ramona Portwich · Heike Singer | Maďarsko (HUN) · Erika Géczi · Erika Mészáros · Éva Rakusz · Rita Kőbán | Bulharsko (BUL) · Vanja Gesheva · Diana Paliiska · Ogniana Petkova · Borislava Ivanova |

## Přehled medailí
| Pořadí | Země                                 | Zlato | Stříbro | Bronz | Celkově |
| ------ | ------------------------------------ | ----- | ------- | ----- | ------- |
| 1      | Německá demokratická republika (GDR) | 3     | 4       | 2     | 9       |
| 2      | Sovětský svaz (URS)                  | 3     | 3       | 0     | 6       |
| 3      | Maďarsko (HUN)                       | 2     | 1       | 1     | 4       |
| 4      | Spojené státy americké (USA)         | 2     | 0       | 0     | 2       |
| 5      | Bulharsko (BUL)                      | 1     | 1       | 3     | 5       |
| 6      | Nový Zéland (NZL)                    | 1     | 1       | 1     | 3       |
| 7      | Polsko (POL)                         | 0     | 1       | 2     | 3       |
| 8      | Austrálie (AUS)                      | 0     | 1       | 1     | 2       |
| 9      | Francie (FRA)                        | 0     | 0       | 1     | 1       |
| 9      | Nizozemsko (NED)                     | 0     | 0       | 1     | 1       |
| Celkem | Celkem                               | 12    | 12      | 12    | 36      |